# 安徽省宣城中学
安徽省宣城中学，简称宣中，创建于1906年，是位于安徽省宣城市的一所重点中学，现为安徽省示范高中。

## 简介
宣城中学是一所具有百年历史和光荣传统的著名学府，其前身可追溯至1906年创办的“宁国府中学堂”。此后，经“安徽省立第四师范学校”、“安徽省立第四中学”、“安徽省立宣城中学”和“皖南区宣城中学”等校名的更迭，于1952年正式定名为“安徽省宣城中学”，1953年被列为首批省重点中学，并成为中华人民共和国教育部直接联系的全国三十所办得好的中学之一。 
20世纪20年代初，中国共产党早期领导人恽代英、萧楚女曾在此执教并从事革命活动，写下了“前程万里，毛羽需丰，一旦奋飞何其雄！”的《奋飞曲》校歌，由此孕育出宣城中学独特的“奋飞”精神。

## 校歌
《奋飞曲》

## 知名人物
- 章伯钧：政治活动家，民主人士，中华人民共和国交通部首任部长。（曾任安徽省立第四师范学校校长）
- 任新民：中国科学院院士、航天技术和火箭发动机专家，“两弹一星”功勋奖章获得者。
- 丁学良：香港科技大学教授、社会学家。
- 刘庆峰：科大讯飞信息科技股份有限公司董事长。
- 王莹：中国女子跆拳道运动员，第十届国际跆拳道锦标赛冠军。
- 江春泽: 经济学家。
- 陈耀庭：中国人民大学经济学院教授。